# Château de Sainte-Julie
Le château de Sainte-Julie est une ancienne maison forte, du XIIIe siècle, centre de la seigneurie de Sainte-Julie, qui se dresse sur la commune de Sainte-Julie dans le département de l'Ain en région Auvergne-Rhône-Alpes.
Le château fait l’objet d’une inscription partielle au titre des monuments historiques par arrêté du 21 décembre 1984. Seuls l'ensemble des façades et des toitures ; grande salle et oratoire du premier étage avec leurs peintures murales sont inscrites.

## Situation
Le château est situé dans le département français de l'Ain, sur la commune de Sainte-Julie.

## Histoire

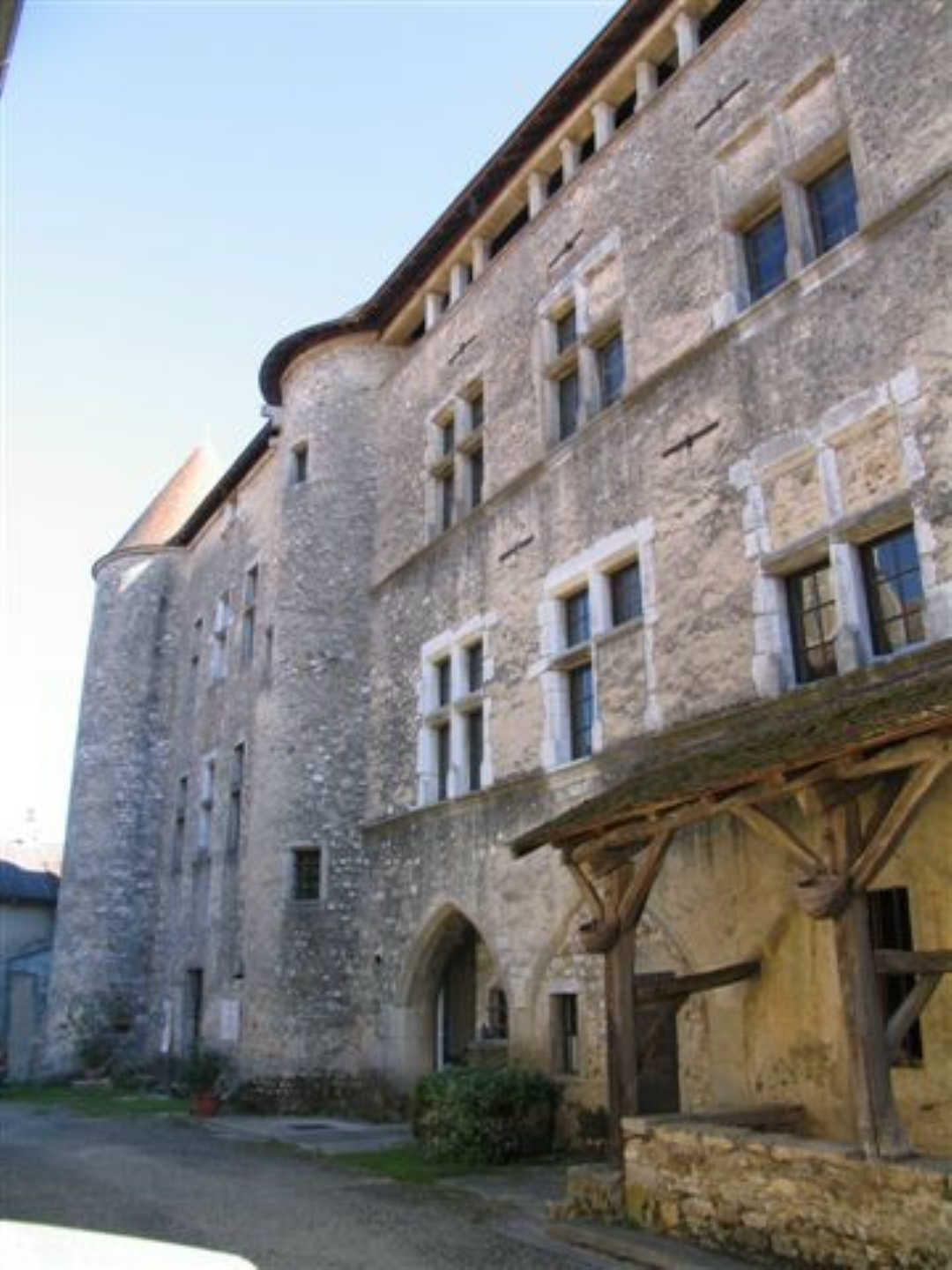
vue du château.

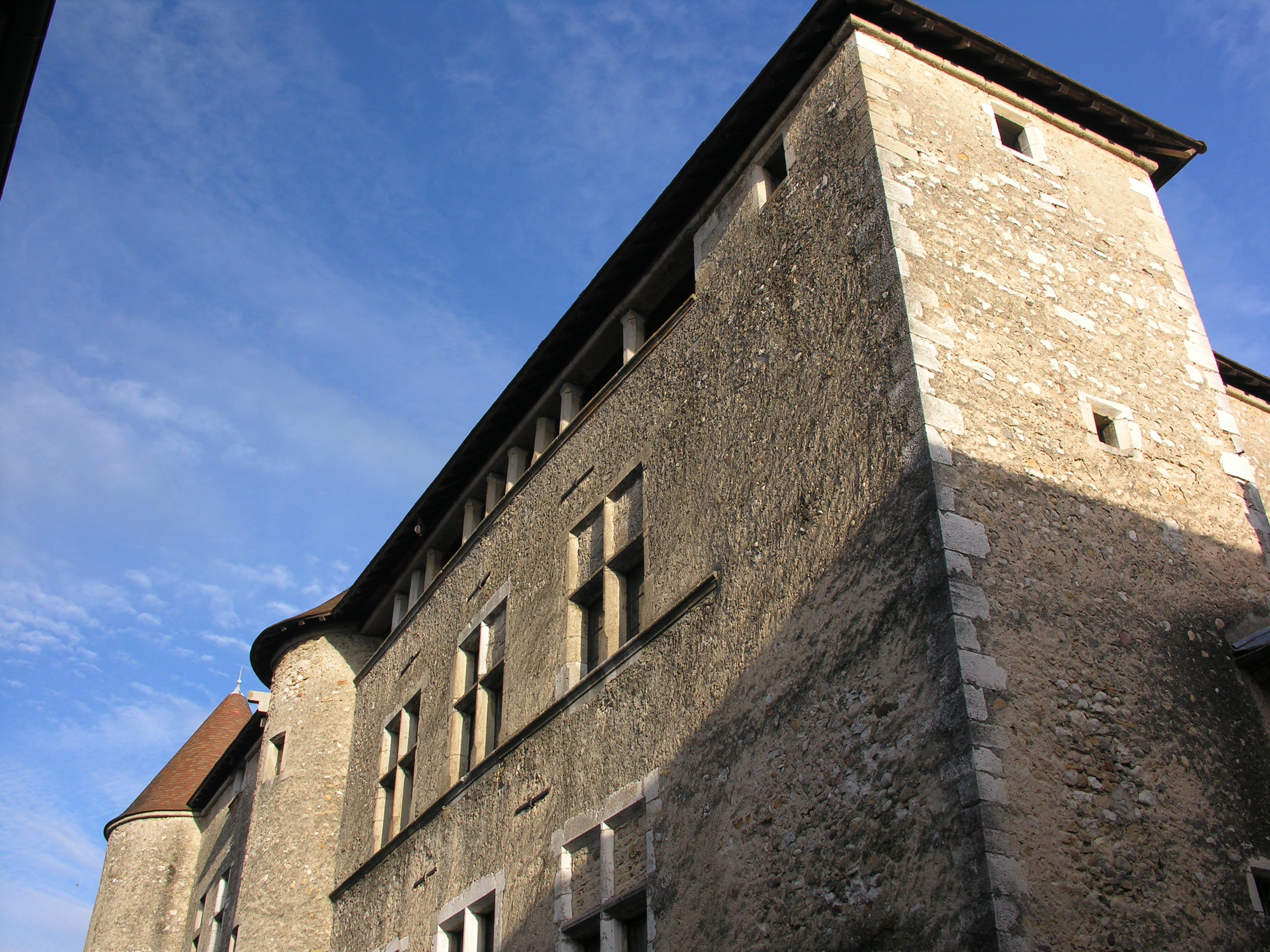
vue du château.

Au XIIIe siècle, les seigneurs de Coligny, peut être Amédée de Coligny, qui règnent sur le Revermont et une partie du Bugey, font édifier une « maison forte » sur leur domaine de Sainte-Julie.
La seigneurie de Sainte-Julie passe des sires de Coligny aux mains de la famille de La Tour du Pin à la suite du mariage de Béatrix de Coligny avec Albert III, sire de la Tour-du-Pin ; ils deviendront dauphins de Viennois. 
Le 5 janvier 1354, le roi Jean et son fils Charles, nouveau dauphin de Viennois, la cède au comte Amédée V de Savoie, qui l'inféode à Guy de Torchefelon, chevalier, lequel la vend, le 8 juin 1379, à Jean, seigneur de Crangeac et de Chazey.
Lui succède son fils ainé, Antoine de Crangeac, marié à Françoise de Varax. Mort sans enfants, son frère Pierre de Crangeac, chevalier, seigneur de Loyettes, lui succède. Sans descendants, en 1439, sa veuve, Jeanne de Varax, retiendra la terre de Sainte-Julie, avec celles de Loyettes et de Chazey, pour ses reprises dotales et la laisse, vers 1450, à Georges de Varax, son neveu, qui la donne avec les seigneuries de Loyettes et de Chazey, après la perte de son seul héritier mâle, en 1460, et par contrat passé au château de Chazey, le 24 janvier 1462, à Philippe de Savoie, comte de Bresse.
La seigneurie arriva, depuis, à André de Bignins, écuyer, dont la veuve, Louise d'Inteville, la cède, le 4 février 1549, à Jacques de Savoie, duc de Genevois et de Nemours, qui la fit comprendre dans le marquisat de Saint-Sorlin, érigé en sa faveur, le 14 octobre 1571. Après avoir été aliénée avec clause de réméré, le 6 janvier 1579, à Béatrix Pacheco, comtesse d'Entremont, avec justice haute, moyenne et basse, et le 30 janvier 1615, à Renaud de Cremeaux, seigneur de la Grange.
La seigneurie de Sainte-Julie est vendue par Jacques de Savoie et sa femme Anne d'Este à Georges de Lyobard, seigneur du Châtelard et de Ruffieu, dont la postérité en jouira jusqu'à Prosper de Lyobard, qui la lègue, par son testament du 9 mars 1662, à René de Varanges, son neveu.
Ce dernier en passe vente, le 24 août 1680, à André Balme, secrétaire honoraire du roi au parlement de Metz, anobli par lettres patentes du mois de mars 1698, il peut dès lors croiser ses armoiries avec celles de son épouse, Françoise Trocu, ainsi qu'elles apparaissent sur la peinture murale qui orne la partie haute de la cheminée du château.
Sainte-Julie était encore dans la famille Balme lors de la convocation des États-Généraux. Charles-Auguste Balme de Sainte-Julie sera le dernier de la lignée des Balme de Sainte-Julie. Il vend le domaine, en 1824, à un certain Jean-Marie Dupuis.

## Protection
L'ensemble des façades et des toitures et la grande salle et oratoire du premier étage avec leurs peintures murales font l'objet d'une inscription partielle au titre des monuments historiques depuis 1984.

## Description

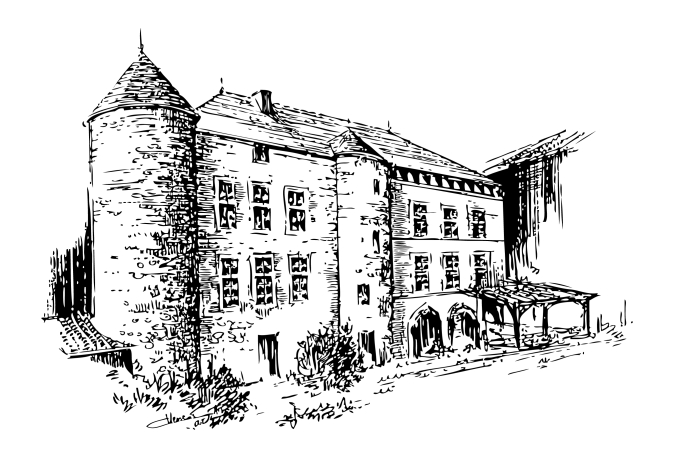
Perspective du Château

Le Château de Sainte-Julie est une maison forte du XIIIe siècle édifiée par les sires de Coligny.